# جيوفانا بالما
جيوفانا بالما (من مواليد 11 أغسطس 1974) سياسية إيطالية.
وُلدت بالما في نابولي، وانتُخبت في البرلمان الإيطالي في فبراير 2013 مع الحزب الديمقراطي.